# Gaston Fessard
Gaston Fessard, né le 28 janvier 1897 à Elbeuf, en Seine-Maritime et mort le 18 juin 1978 à Porto-Vecchio (Corse), est un prêtre jésuite français, résistant, philosophe et théologien.

## Éléments de biographie
Gaston Fessard entre dans la Compagnie de Jésus en 1913 à Cantorbery. À la fin de la Première Guerre mondiale, il se retrouve à Jersey pour ses études de philosophie et théologie. Il prolonge ses études par une licence de philosophie à la Sorbonne. Au terme de ses études il est ordonné prêtre en 1928. Il est d'abord nommé prefet du collège jésuite de Poitiers puis père spirituel au collège Saint-Louis-de-Gonzague à Paris.
Au milieu des années 30 il est nommé rédacteur à la revue Etudes. En novembre 1941, il rédige le premier numéro des Cahiers du Témoignage chrétien, intitulé « France, prends garde de perdre ton âme », qui appelait à s'opposer au nazisme au nom des valeurs chrétiennes. Il contesta également l'obligation d'obéir au régime de Vichy en élaborant la théorie du « prince esclave », empruntée à Clausewitz : il convient d'obéir au prince lorsqu'il reste souverain et agit au nom du bien commun, mais la résistance s'impose au prince-esclave dont la souveraineté est limitée et l'action dictée par l'occupant.
À ce titre, l'historien Roland Hureaux voit en Fessard le « théoricien du gaullisme » par l'importance qu'il accorde à la légitimité du pouvoir politique.
La rigueur de ses analyses, son souci de confrontation au monde contemporain – à la lumière de sa foi catholique –, lui donnent une clairvoyance exceptionnelle  (par ex. temporalité et péché originel), en philosophie politique (échec annoncé du nazisme comme du communisme...). L'une de ses caractéristiques est une approche par la voie dialectique : par exemple celle du maître et de l'esclave, inspirée de Hegel, ou encore celles de l'homme et de la femme, ou du juif et du païen.
Gaston Fessard fut, au cours du XXe siècle, un analyste remarqué des grands phénomènes politiques mondiaux, à l'égal d'un Raymond Aron, dont il fut l'ami pendant près d'un demi-siècle et dont il baptisa même une des filles. Raymond Aron dit du père Fessard lors d'une conférence à Rome : « si l'on se souvient de ses prises de positions successives, il est difficile de ne pas admirer sa clairvoyance et son courage ».
L'éthique sociale a une grande place dans sa pensée, mais l'axe essentiel serait tout ce qui se rapporte à l'histoire et à l'historicité.

## Choix de publications
- Autorité et Bien commun, Paris, Aubier, 1944 ; édition révisée, augmentée et introduite par Frédéric Louzeau, Paris, Ad solem, 2015.
- Chrétiens marxistes et théologie de la libération : itinéraire du Père J. Girardi, Paris, Lethielleux, 1978.
- Correspondance : 1934-1971 / Gabriel Marcel, Gaston Fessard, [présentée et annotée par Henri de Lubac, Marie Rougier et Michel Sales ; introd. par Xavier Tilliette, Beauchesne, coll. « Bibliothèque des Archives de philosophie ». Nouvelle série, n°45, Paris, 1985. (ISBN 2-7010-1111-1) édité erroné.
- De l'actualité historique, Paris, Desclée de Brouwer, 1960.
- Église de France prends garde de perdre la Foi, Paris, Julliard, 1979.
- Épreuve de force ; réflexions sur la crise internationale, Paris, Bloud et Gay, 1939.
- France prends garde de perdre ta liberté, Paris, Témoignage chrétien, 1946.
- Gaston Fessard, 1897-1978 : genèse d'une pensée, Bruxelles, Culture et vérité, 1997.
- Hegel, le christianisme et l'histoire, Paris, Presses universitaires de France, 1990.
- Au temps du Prince-esclave, Ecrits clandestins et autres écrits (1940-1945), Limoges, Critérion, 1989.
- L’Antisémitisme en U.R.S.S. Faits et réflexions, Mesnil, Firmin-Didot, 1960.
- La Dialectique des "Exercices spirituels" de saint Ignace de Loyola (4 volumes), Paris, Aubier, 1956.
- La philosophie historique de Raymond Aron, Paris, Julliard, 1980.
- Le dialogue catholique-communiste est-il possible ?, Paris, Grasset, 1937.
- Libre méditation sur un message de Pie XII (Noël 1956), Paris, Plon, 1957.
- Paix ou guerre ? Notre paix, Paris, Monde nouveau 1951.
- « Pax nostra » ; examen de conscience international, Paris, Grasset, 1936.
- Correspondance inédite du P. Teilhard de Chardin et de Gaston Fessard, Toulouse, Institut Catholique de Toulouse, 1989, 264 p.